# Anar Alakbarov
Anar Alakbarov est assistant du président de la République d'Azerbaïdjan, Directeur du Centre culturel Heydar-Aliyev, directeur exécutif de la Fondation Heydar-Aliyev, Président de la Fédération automobile d'Azerbaïdjan.

## Biographie
Anar Alakbarov est né à Bakou, en Azerbaïdjan. Il est diplômé de l'Université de la Caspienne occidentale.
Depuis 2008, il travaille comme directeur exécutif de la Fondation Heydar Aliyev. Par ordre du président de la République d'Azerbaïdjan du 10 juillet 2012, il a été nommé directeur du Centre culturel Heydar-Aliyev.
En 2013, il a été décoré de "l'Ordre des Arts et des Lettres" de France.
Le 21 février 2014, il a été élu président de la Fédération des sports automobiles d'Azerbaïdjan.
Le 10 juillet 2012, par décret du président de la République d'Azerbaïdjan, il a été nommé directeur du Centre culturel Heydar-Aliyev.
Anar Alakbarov a été nommé assistant du président de la République d'Azerbaïdjan par décret du président de la République d'Azerbaïdjan du 29 novembre 2019.